# Peperomia grisari
Peperomia grisari är en pepparväxtart som beskrevs av C. Dc.. Peperomia grisari ingår i släktet peperomior, och familjen pepparväxter. Inga underarter finns listade i Catalogue of Life.